# Levi Bonatto
Dom Levi Bonatto (São José dos Pinhais, 5 de dezembro de 1957) é um bispo católico brasileiro.

## Biografia
Ingressou no Opus Dei em 1980, onde realizou, na cidade de São Paulo -SP, os estudos de Filosofia. Realizou o curso de Teologia na Pontifícia Universidade Santa Croce em Roma e recebeu sua formação ao sacerdócio no Colégio Romano da Santa Cruz. Possui ainda formação em Economia pela Universidade Federal do Paraná e  Direito Canônico pela Pontifícia Universidade Santa Croce.
Foi ordenado sacerdote em 10 de março de 1996, para a Prelazia do Opus Dei. Exerceu seu ministério como Capelão do Centro Cultural “Castelo” em Campinas SP de 1997 a 2001 e Capelão do Centro Cultural “Alfa e Esplanada” em São José dos Campos -SP de 2001 a 2006.
Desde 2006 era Capelão do Centro Cultural “Marumbi” em Curitiba - PR, Coordenador da Sociedade Sacerdotal “Santa Cruz” no Paraná e Confessor no Seminário São José da Arquidiocese de Curitiba.
No dia 08 de outubro de 2014, Sua Santidade o Papa Francisco o nomeou como Bispo Auxiliar da Arquidiocese de Goiânia, conferindo-lhe a sede titular de Accia.